# الشرقى (خيران المحرق)

تعديل مصدري - تعديل

الشرقي هي إحدى قرى عزلة بنى حملة بمديرية خيران المحرق التابعة لمحافظة حجة، بلغ تعداد سكانها 1072 نسمة حسب تعداد اليمن لعام 2004.